# Font del Gos
El barri de la Font del Gos és un barri del districte barceloní d'Horta-Guinardó, administrativament inclòs dins del barri d'Horta.
Està situat per sobre la Ronda de Dalt i es va formar a base d'autoconstrucció des dels anys 30, en bona part en terrenys que o bé encara estan qualificats com a forestals o tenen altres afectacions urbanístiques.